# Веребрюсов, Степан Александрович
Степан Александрович Веребрюсов (12 декабря 1912, Феодосия — 9 октября 1945, Рибниц-Дамгартен, Германия) — советский полярный лётчик.

## Биография
Родился в городе Феодосии в семье учителя математики Феодосийской мужской гимназии. Внук известного археолога С. И. Веребрюсова. Отец — автор ряда работ по математике, задумывался о полётах в космос и написал об этом книгу. Оказал влияние на профессиональный выбор сына.
В 1932 году С. А. Веребрюсов окончил Симферопольскую школу лётчиков. Прошёл курс подготовки на базе Высшей парашютной школы ОСОАВИАХИМа в Москве.
Работал лётчиком-инструктором Всеукраинской авиашколы ОСОАВИАХИМа в Полтаве. В 1935 году назначен пилотом в Особую сводную агитэскадрилью им. Максима Горького. Был пилотом агитсамолёта «Известия». Основная деятельность прошла в Норильске, куда он был переведён из Игарки в 1941 году. Служил в авиаотряде Норильского металлургического комбината. На самолёте Г-1 (ТБ-1) выполнял ответственные и сложные задания по перевозке важных грузов.
В 1939 году по представлению Политотдела Главного Управления Северного Морского Пути Верховным Советом СССР ему присвоено звание Почётный полярник.
Был командирован А. П. Завенягиным в Германию для вывоза на самолёте учёного-атомщика в СССР. Там погиб на мотоцикле при невыясненных обстоятельствах.
В его честь после ремонта был переименован пароход «Амур». В пассажирском варианте пароход «Степан Веребрюсов» использовался на линии Дудинка — Красноярск на реке Енисей.

## Награды
- Звание «Почётный полярник», 1939 г.
- Орден Красной Звезды
- Орден «Знак Почёта»

## Семья[2]
- Дед - Степан Иванович Веребрюсов (1819, Феодосия, Таврическая губерния — 7 марта 1884, Керчь, Таврическая губерния) - русский археолог и музеевед.
- Отец - Александр Степанович Веребрюсов, преподаватель математики Феодосийской гимназии.
- Брат - Иван Александрович Веребрюсов (10 мая 1906, Феодосия, Таврическая губерния — 1988) — советский военный деятель, инженер-капитан 1-го ранга, лауреат Сталинской премии.
- Племянница - Елена Ивановна Веребрюсова (1932-2013) — историк, музейный работник, краевед, создатель общей экспозиции и космического уголка Тверского Государственного объединенного музея и экспозиции Музея Центра подготовки космонавтов имени Ю.А. Гагарина.

## Память
- Пароход «Степан Веребрюсов»..